# المراصب (بني مطر)
- من ابرز مشايخها علي بن علي الفقيه المراصبي

تعديل مصدري - تعديل

المراصب هي إحدى قرى مخلاف عياش بمديرية بني مطر التابعة لمحافظة صنعاء، بلغ تعداد سكانها 828 نسمة حسب تعداد اليمن لعام 2004.
من ابراز شخصياتها محمد صالح يحي ناصر 
والشيخ علي بن علي الفقية